# Aldermaston
Aldermaston – wieś w Anglii, w hrabstwie ceremonialnym Berkshire, w dystrykcie (unitary authority) West Berkshire. Leży 15 km na południowy zachód od centrum miasta Reading i 73 km na zachód od centrum Londynu. W 2001 miejscowość liczyła 927 mieszkańców.